# Hans von Reibold
Hans von Reibold (* 12. Mai 1661; † 13. Juni 1734) war ein kursächsischer Oberforstmeister, Rittergutsbesitzer und Gründer des nach ihm benannten Bades Reiboldsgrün im Vogtland.

## Leben
Er stammte aus dem sächsischen Adelsgeschlecht der von Reibold und war der Sohn von Hans Christoph von Reibold und dessen Ehefrau Agnes. Sein Vater besaß u. a. die Rittergüter Rößnitz, Neundorf und Straßberg im Vogtland. Von diesen Gütern übernahm Hans von Reibold Rößnitz.
Um 1705 kaufte er als kursächsischer Oberforstmeister ein unbebautes Waldlehen, um dort ein Forsthaus zu bauen. Nach der Entdeckung einer Mineralquelle 1725 beim Ziehen eines Entwässerungsgrabens durch den Forstschreiber Friedrich Georg Schulze entstand ein Badebetrieb, der bis Ende der 1990er Jahre anhielt.